# Желтков Іван Федорович
Іван Федорович Желтков (нар. 11 вересня 1898, село Воздвиженське, тепер Ямпільського району Сумської області — 18 листопада 1948, село Воздвиженське Ямпільського району Сумської області) — український радянський діяч, голова колгоспу імені Жовтневої революції села Воздвиженки Ямпільського району Сумської області. Депутат Верховної Ради УРСР 2-го скликання.

## Життєпис
Народився у бідній селянській родині. У 1917 році закінчив Воздвиженську чоловічу сільськогосподарську школу.
Працював у трудовій комуні села Воздвиженське Ямпільського району з часу її організації. Потім був колгоспником колгоспу імені Жовтневої революції цього ж села. У 1932 році закінчив зоотехнічний відділ Харківського сільськогосподарського інституту і повернувся в рідне село.
З 1932 року — бригадир із тваринництва, завідувач молочно-товарної ферми, голова колгоспу імені Жовтневої революції села Воздвиженки Ямпільського району Сумської області.
Під час німецько-радянської війни евакуював усю племінну худобу колгоспу в Саратовську область РРФСР. У червні 1942 — січні 1944 року — голова колгоспу імені «Правди» Федоровського району Саратовської області.
У січні 1944 — листопаді 1948 року — голова колгоспу імені Жовтневої революції села Воздвиженки Ямпільського району Сумської області. Під його керівництвом колгосп став «мільйонером».
Ім'ям Желткова було названо вулицю у селі Воздвиженському.

## Нагороди
- медаль «За доблесну працю у Великій Вітчизняній війні 1941—1945 років» (1945)
- мала срібна медаль Всесоюзної сільськогосподарської виставки СРСР (1940)
- медалі